# Personnages de Veronica Mars

Cet article présente les personnages de la série télévisée Veronica Mars.

## Personnages principaux
Sont considérés comme personnages principaux ceux qui sont mentionnés dans le générique de la série lors des saisons indiquées (crédités en tant que vedettes).
| Personnage                     | Acteur/actrice        | Saisons dans laquelle le personnage est principal | Saisons dans laquelle le personnage est secondaire | le film |
| ------------------------------ | --------------------- | ------------------------------------------------- | -------------------------------------------------- | ------- |
| Veronica Mars                  | Kristen Bell          | 1, 2, 3, 4                                        |                                                    | Oui     |
| Wallace Fennel                 | Percy Daggs III       | 1, 2, 3                                           | 4                                                  | Oui     |
| Logan Echolls                  | Jason Dohring         | 1, 2, 3, 4                                        |                                                    | Oui     |
| Keith Mars                     | Enrico Colantoni      | 1, 2, 3, 4                                        |                                                    | Oui     |
| Eli « Weevil » Navarro         | Francis Capra         | 1, 2, 3                                           | 4                                                  | Oui     |
| Duncan Kane                    | Teddy Dunn            | 1, 2                                              |                                                    | Non     |
| Mallory Dent                   | Sydney Tamiia Poitier | 1                                                 |                                                    | Non     |
| Dick Casablancas               | Ryan Hansen           | 2, 3                                              | 1, 4                                               | Oui     |
| Cassidy « Beaver » Casablancas | Kyle Gallner          | 2                                                 | 1                                                  | Non     |
| Jackie Cook                    | Tessa Thompson        | 2                                                 |                                                    | Non     |
| Don Lamb                       | Michael Muhney        | 3                                                 | 1, 2                                               | Non     |
| Cindy « Mac » Mackenzie        | Tina Majorino         | 3                                                 | 1, 2                                               | Oui     |
| Stosh « Piz » Piznarski        | Chris Lowell          | 3                                                 |                                                    | Oui     |
| Parker Lee                     | Julie Gonzalo         | 3                                                 | 4                                                  | Non     |

## Personnages récurrents
Les personnages suivants apparaissent dans la série de manière plus ou moins récurrente.

### Madison Sinclair
Madison Sinclair est interprétée par Amanda Noret qui apparaît dans 10 épisodes de la série et dans le film.
Madison est étudiante à Neptune High et fait partie des 09ers. Madison est une fille arrogante et gâtée. Sa famille est très riche et profite de ses privilèges. Madison a été échangée à la naissance avec Mac, la meilleure amie de Veronica. Madison a truqué les élections scolaires pour faire élire Duncan Kane mais Veronica a exposé au grand jour la supercherie et Madison a perdu sa place au conseil étudiant ainsi que ses points pirates. Madison aime cracher dans des verres et les offrir aux personnes qu'elle n'aime pas. Madison le fera à Veronica lors de la soirée de Shelly Pomroy sans savoir que le verre contenait du GHB ajouté par Dick. 
Madison est sortie avec Dick et, après sa rupture, a continué à avoir des sentiments pour lui lorsque celui-ci est sorti avec Gia. Plus tard, elle est sortie un temps avec le shérif Don Lamb. Lorsque Veronica ira à la fac, on reverra Madison et celle-ci avouera à Veronica qu'elle a couché avec Logan lorsque Logan et Veronica avaient fait une pause ce qui conduira à leur rupture. 
Madison apparaît dans le film lors de la réunion de Neptune High et Madison voue toujours une haine féroce contre Veronica.

### Meg Manning
Meg Manning est interprétée par Alona Tal et apparaît dans 10 épisodes des saisons 1 et 2.
Meg a deux sœurs, Lizzie qui est très différente de Meg, et une plus petite sœur, Grace. Meg apprécie Veronica et lui prêtera son uniforme de pom-pom girl lorsque des filles du lycée ont jeté les habits de Veronica dans les toilettes pendant qu'elle se douchait. Meg présente également le journal du lycée. Meg est aidée par Veronica lorsqu'un inconnu fait le test de pureté à sa place et publie les résultats, ce qui a conduit à des moqueries et des insultes contre Meg. Son petit-ami l'a également quitté quand celui-ci a vu le résultat du faux test. La responsable était Kimy une fille jalouse de Meg. Plus tard, un admirateur anonyme commence à s'intéresser à elle. Meg demande alors à Veronica de le trouver. Ce mystérieux admirateur se révèle être Duncan Kane et Meg finit par sortir avec lui. Meg aidera Veronica à découvrir qui a volé le perroquet, mascotte de l'école. 
Meg est en colère contre Veronica quand celle-ci retombe dans les bras Duncan après que celui-ci a rompu avec Meg. Meg est l'une des victimes de l'accident du bus qui s'avère être criminel. Elle est la seule à ne pas mourir sur le coup. Elle reste cependant dans le coma. Veronica découvre en lui rendant visite qu'elle est enceinte. Après son réveil, Meg révèle à Duncan et Veronica que ses parents ne doivent surtout pas s'occuper de l'enfant car ses parents sont des fanatiques religieux et font déjà du mal à sa petite sœur Grace. Meg meurt des suites de complications dues à un caillot, après avoir donné naissance à une petite fille. Duncan part avec leur fille, qu'il appelle Lilly en hommage à sa sœur assassinée.On apprendra que la fille de Meg et de Duncan est aussi appelée Faith par ses grands parents, lorsque Veronica Mars, l’amie de Meg et Duncan sera arrêtée pour complicité d’enlèvement sur la petite Lilly.

### Kendall Casablancas
Kendall Casablancas est interprétée par Charisma Carpenter qui apparaît dans 11 épisodes des saisons 2 et 3.
Kendall est une ancienne pom-pom girl, qui s'est mariée avec Richard Casablancas un magnat de l'immobilier pour son argent. Kendall est donc la belle-mère de Cassidy et Dick. Kendall rencontre le meilleur ami de Dick, Logan Echolls et finit par coucher avec lui et entamer une relation purement physique. Veronica découvrira que Kendall aide Richard à commettre une fraude immobilière et Richard fuit le pays avant que la police ne l’arrête. Kendall comprend qu'elle n'aura rien et que tout l'argent revient à ses beaux-fils. Kendall se tourne vers Logan pour qu'il l'entretienne et qu'elle puisse continuer à mener la grande vie en vain puisque Logan n'est pas dupe. Cassidy lui propose alors de s'associer avec lui pour ouvrir une entreprise vu qu'il est mineur. Kendall s'associe à Aaron Echolls pour qu'il rachète l'entreprise de Cassidy et en échange elle créait de fausses preuves pour qu'il soit libéré de prison en accusant Duncan Kane. Aaron est libéré mais plus tard tué par un homme de main de Duncan pour venger la mort de sa sœur. 
À la fin de la deuxième saison, on apprend que Kendall n'est pas son vrai nom : elle s'appelle en fait Priscilla Banks et a usurpé l'identité d'une de ses camarades de promo tuée dans un accident de voiture, afin de cacher qu'elle a fait de la prison pour escroquerie. Elle s'associe aussi à Liam Fitzpatrick, pour qu'il la protège. Au début de la troisième saison, le frère de ce dernier, Cormac, la tue pour son argent.

### Terrence Cook
Terrence Cook est interprété par Jeffrey Sams qui apparaît dans 7 épisodes de la saison 2. 
Terrence est un ancien batteur de baseball célèbre. Il a eu une liaison avec une femme avec laquelle il a eu Jackie Cook. Il a de nombreuses dettes à cause de sa passion pour le jeu au casino. Il sera accusé d'avoir saboté le bus avant d’être innocenté parce-qu’il était au casino lors de l'accident et n'a pas pu utiliser un portable. Terrence sera obligé de travailler au casino et d'abandonner ses projets de carrière pour rembourser ses dettes.

### Lynn Echolls
Lynn Echolls est interprétée par Lisa Rinna. Elle apparait dans trois épisodes de la première saison.
Lynn Echolls est une célèbre actrice de cinéma qui s'est mariée avec Aaron Echolls, une autre grande star de cinéma. Ils ont eu un fils Logan. Ils vivent dans leur villa à Neptune. Vu de l'extérieur, les Echolls forment une famille parfaite. Mais en réalité, Aaron bat régulièrement son fils et trompe sa femme aussi souvent qu'il en a l'occasion. Pour tenter d'oublier cette situation, Lynn se réfugie dans l'alcool et les médicaments. Après qu'Aaron reçoit plusieurs lettres de menace, Lynn sollicite l'aide de Keith Mars pour découvrir l'auteur de ces courriers. Il s'avère qu'il s'agit d'une employée d'un traiteur avec qui Aaron a eu une relation lors d'une soirée et qu'il a licenciée par la suite. À la soirée de Noël des Echolls, l'ancienne employée réussit à poignarder Aaron sous les yeux horrifiés de Lynn. Aaron se remet de ses blessures, mais ses aventures sont maintenant rendues publiques. En effet, des journaux à scandale commencent à publier chaque jour toutes ses infidélités. Aaron demande à Keith d'enquêter sur l'identité de l'informateur, mais il découvre qu'il s'agit de Lynn. Accablée par les adultères de son mari et ses violences envers Logan, elle se suicidera léguant toute sa fortune à son fils Logan.

### Trina Echolls
Trina Echolls est interprétée par Alyson Hannigan. Elle apparaît dans 3 épisodes des saisons 1 et 2. 
Trina est la sœur « adoptive » de Logan, la belle-fille de Lynn et la fille d'Aaron Echolls. Trina a utilisé la carte de crédit de sa belle-mère peu de temps après sa mort au Neptune Grand Hotel car elle n'a pas pu jouer dans le film qui était prévu et voulait revenir à la maison ce qui a fait croire à Logan que sa mère était en vie. Son petit-ami Dylan la bat à cause de problèmes d'argent et elle supplie son père de financer une partie du film de Dylan. Lorsque Aaron rencontre Dylan au cours d'un dîner il se met à le battre avec une immense violence sous les yeux de Trina.  
Finalement Veronica découvre qu'elle est la fille biologique de la cantinière muette et de l'ex-proviseur du lycée de Neptune, Alan Moorehead. Sa mère biologique avait déposé son berceau devant la maison de Moorehead, qui était à l'époque professeur. Ce dernier l'a caché dans les toilettes durant le bal de promo. Trina semble touchée  de retrouver sa mère biologique.

### Alicia Fennel
Alicia Fennel est interprétée par Erica Gimpel. Elle apparaît dans 9 épisodes des saisons 1 et 2.
Alicia est la mère de Wallace Fennel et Darrel Fennel. Mère célibataire, elle vient juste d'emménager à Neptune et travaille pour la société Kane. Alicia est méfiante envers la famille Mars à cause des rumeurs les concernant et déconseille son fils de trainer avec Veronica. Alicia change d'avis lorsque Keith l'aide à mettre dehors son colocataire gênant. Alicia entamera même une relation avec Keith pendant une longue période.
Lorsqu'elle était jeune, elle est sortie avec un policier en mission d'infiltration, avec qui elle a eu Wallace. Mais celui-ci ayant des problèmes, elle s'est enfuie et a refait sa vie ailleurs. Elle épouse un autre homme, avec qui elle a un autre fils, mais qui est mort quelque temps après.

### Celeste Kane
Celeste Kane est interprétée par Lisa Thornhill. Elle apparait dans 11 épisodes de la série et dans le film.
Celeste est la femme du milliardaire Jake Kane. Elle a deux enfants : Lilly Kane et Duncan Kane. C'est une femme très stricte qui adore son fils mais fait toujours des reproches à Lilly. Elle est très possessive et dès le lycée elle déteste Lianne Mars qui est sortie avec Jake. Keith Mars, le mari de Lianne, a accusé son mari du meurtre de sa fille, Lilly  ainsi que sa fille Veronica Mars, qui sortait avec son fils adoré Duncan Kane. Elle a toujours détesté la famille Mars. Elle n'a jamais apprécié le fait que son fils soit amoureux de Veronica.
Quelques années après, alors qu'elle est importunée par des motards, Weevil essaie de la secourir. Cependant, croyant qu'il allait l'agresser, Celeste tire à bout portant sur Weevil. Ce dernier est ensuite retrouvé inconscient avec un pistolet à la main. Celeste l'accuse de l'avoir menacée.

### Jake Kane
Jake Kane est interprété par Kyle Secor.
Jake est le père de Duncan Kane et de Lilly Kane. Veronica croit brièvement que Jake est son père car Lianne a continué de voir Jake après le lycée où ils étaient ensemble. Mais après que Keith a fait un test de paternité, Veronica se rend compte qu'elle s'est trompée. Jake croit que c'est Duncan qui a tué Lilly, car il l'a trouvé avec le visage ensanglanté et le corps de Lilly dans ses bras.

### Lilly Kane
Lilly Kane est interprétée par Amanda Seyfried.
Lilly était la meilleure amie de Veronica Mars. Elle est morte avant le début de la série, l'enquête autour de sa mort est le fil directeur de la première saison. Elle vivait avec sa mère Celeste Kane, son père Jake Kane et son frère Duncan Kane. Elle était pom-pom girl au lycée Neptune High. Lilly sortait avec Logan Echolls mais elle avait également une aventure avec Eli « Weevil » Navarro. Elle couchait aussi avec Aaron Echolls, le père de Logan Echolls. Juste avant sa mort, elle avait confié à Veronica qu'elle avait un secret. À la fin de la première saison, Veronica découvre son meurtrier. Logan dira "que lui aimait Lilly et que Lilly aimait les garçons".

### Lianne Mars
Lianne Mars est interprétée par Corinne Bohrer.
Lianne est la femme de Keith Mars et a une fille Veronica. Elle a sombré dans l'alcool après le meurtre de Lilly Kane et le renvoi de son mari du poste de shérif. Ne pouvant supporter cette situation, elle quitte le domicile conjugal et ne donne plus de nouvelles. Lors de la première saison, elle revient à la maison pendant quelques épisodes mais elle s'aperçoit qu'elle n'y a plus sa place. Avant de se marier avec Keith Mars, elle a eu une aventure avec Jake Kane et elle croit que Veronica est peut-être la fille de celui-ci. Elle s'en va à la fin de la première saison avec 50 000 $ que Keith a gagné en retrouvant Duncan Kane après sa fugue.

## Autres personnages fréquentantNeptune High

### Carrie Bishop
Carrie Bishop est interprétée par Leighton Meester. Elle apparaît dans 2 épisodes de la saison 1 et dans le film. Le rôle est repris par Andrea Estella dans le film.
Carrie est la reine des commères du lycée. Elle fait croire à tout le monde qu'elle a eu une aventure avec M. Rooks, un professeur du lycée. Veronica découvre finalement que Carrie a fait cette déclaration car l'une de ses amies est réellement sortie avec ce professeur qui l'a abandonnée après qu'elle est tombée enceinte.
9 ans plus tard, Carrie est devenue une star de la chanson, sous le pseudonyme de Bonnie DeVille. Elle est en couple avec Logan Echolls mais elle plonge dans la drogue. Elle est retrouvée morte dans sa baignoire après avoir été électrocutée. Logan est le suspect no 1.

### Corny
Corny est interprété par Jonathan Chesner. Il apparaît dans 8 épisodes de la série et dans le film.
Douglas, alias « Corny », est un élève de Neptune High, gros consommateur de cannabis. Il aide parfois Veronica.
Corny est présent lors de la réunion des 10 ans des anciens de la promo.

### Gia Goodman
Gia Goodman est interprétée par Krysten Ritter. Elle apparaît dans 8 épisodes de la saison 2 et dans le film.
Elle est la fille de Woody Goodman, l'un des hommes les plus influents du Comté de Balboa. Pour son arrivée à Neptune High, son père lui organise une visite du stade de son équipe de baseball des Sharks. Pour que Gia s'intègre, Woody invite Veronica, Duncan, Dick, etc. Malheureusement cette journée est marquée par l'accident du bus scolaire qui ramenait certains élèves vers Neptune après la visite du stade.
Gia est d'entrée séduite par Dick Casablancas. Gia aime bien Veronica. Elle l'invite à une soirée entre filles. Veronica découvre que sa mère est extrêmement stricte avec son petit frère.
Veronica retrouve Gia quelques années plus tard. Gia est sur le point d'épouser Luke Haldeman, lui aussi ancien élève de Neptune High. En enquêtant sur la mort de Carrie Bishop, elle découvre que quelques années auparavant, Gia, Luke et quelques autres ont été responsables de la mort de Susan Knight. À cause de cela, Stu « Cobb » Cobbler la tue.

### Hannah Griffith
Hannah Griffith est interprétée par Jessy Schram. Elle apparaît dans 4 épisodes de la saison 2.
C'est une élève, membre « sophomore » des 09er. Elle rencontre Logan lors du carnaval du lycée. Elle est très surprise qu'il veuille sortir avec elle. Elle accepte finalement qu'ils se revoient. Mais Logan lui avoue qu'il est sorti avec elle car son père, le Dr. Thomas Griffith, est le témoin dans son procès pour le meurtre de Felix, un membre du gang des motards. Thomas Griffith est en fait un drogué qui doit de l'argent aux Fitzpatrick et qui a été obligé de faire un faux témoignage. Logan veut se rapprocher de sa fille pour qu'il change d'avis. Thomas Griffith accepte mais Logan ne doit plus revoir Hannah. Logan accepte. Cependant, un soir, Thomas fait irruption dans la chambre d'hôtel de Logan et voit qu'il était sur le point de coucher avec sa fille. Hannah est alors envoyée en pension dans le Vermont.

### Luke Haldeman
Luke Haldeman est interprété par Sam Huntington. Il apparaît dans 2 épisodes de la saison 1 et dans le film.
Luke est un élève de Neptune High. Avec ses amis Logan Echolls et Troy Vandegraff, il se rend au Mexique pour faire la fête. Mais Luke y va surtout pour rapporter des stéroïdes pour le gérant véreux d'un club de sport. Alors que les amis ont passé la frontière, la voiture, qui appartient au père de Troy, est volée. Troy, qui sort à ce moment-là avec Veronica, lui demande de l'aide. Elle aidera également Luke. Luke lui rendra plus tard la monnaie de sa pièce.
Luke recroise Veronica à la réunion des 10 ans des anciens de la promo. Futur député, il est sur le point d'épouser Gia Goodman.

### Rebecca James
Rebecca James apparaît dans la saison 1 et 2 pour 4 épisodes. Elle est interprétée par Paula Marshall.
Rebecca James est la conseillère d'orientation au lycée de Neptune High. Rebecca et Keith se rapprocheront et commenceront une relation mais Keith ne continuera pas leur relation pour Veronica qui n'était pas prête à voir son père avec une autre femme. Rebecca aidera plus tard Veronica à comprendre les rêves qu'elle fait suite à l'accident du bus.

### Susan Knight
Susan Knight est interprétée par Christine Lakin. Elle apparait dans l'épisode 14 de la saison 1 et dans le film (photo uniquement).
Susan est une élève du lycée, amie de Carrie Bishop. Elle tombe enceinte après liaison avec Chuck Rooks, le professeur d'Histoire. Elle est alors reniée par ses parents et obligée de déménager d'avorter. Pour tout révéler, son amie Carrie Bishop décide de raconter l'histoire mais en disant que c'est à arriver à elle-même. Veronica, qui soutient initialement Chuck Rooks, se rend alors chez Susan pour qu'elle témoigne devant le conseil de Neptune High. Tout l'histoire est finalement révélée et Chuck Rooks est contraint de démissionner.
Lors de la réunion des 10 ans des anciens de la promo, sa photographie apparaît dans un montage vidéo des personnes décédées depuis. Susan est morte lors d'une escapade en bateau. Alors qu'elle enquête sur le meurtre de Carrie Bishop, Veronica découvre que cette mort n'est pas accidentelle. Gia Goodman, Luke Haldeman et quelques autres sont responsables de sa noyade.

### Jane Kuhne
Jane Kuhne est interprétée par Valorie Curry. Elle apparaît dans 6 épisodes de la saison 2.
C'est une élève de Neptune High. C'est une sportive. Elle sort avec Wallace lorsque ce dernier revient de Chicago. Elle demande de l'aide lorsque sa sœur disparait après son enterrement de vie de jeune fille.

### Lucky
Lucky est interprété par James Jordan. Il apparaît dans 3 épisodes de la saison 2.
Ancien soldat, Lucky travaille comme agent d'entretien au lycée de Neptune High. Il montre des problèmes mentaux. Il menace Gia Goodman avec un couteau. De plus, il fait chanter son père Woody Goodman, car ce dernier l'aurait agressé sexuellement lorsqu'il était enfant. Après son renvoi de l'école, Lucky revient à Neptune High armé d'un pistolet et menace les élèves. Wallace s'interpose et un agent de sécurité abat Lucky.

### Felix Toombs
Felix Toombs est interprété par Brad Bufanda. Il apparaît dans 10 épisodes de la série.
C'est le bras-droit de Weevil dans le gang de motards. À la suite d'une rixe, il est retrouvé mort sur un pont. Logan Echolls, retrouvé évanoui et avec un couteau ensanglanté en face de lui, est accusé de son meurtre. Logan est finalement acquitté car le gang de motards venait à l'origine pour le tuer...

### Alan Moorehead
Alan Moorehead est interprété par John Bennett Perry. Il apparaît dans 2 épisodes de la saison 2.
Alan Moorehead est le principal de Neptune High. Veronica découvre que lorsqu’il était enseignant, il a eu une relation avec Mary, qui a ensuite donné naissance à Trina Echolls, la demi-sœur de Logan. Il est alors renvoyé.

### Van Clemmons
Van Clemmons est interprété par Duane Daniels. Il apparaît dans 15 épisodes de la série et dans le film.
Il est le vice-principal du lycée Neptune High. Bien qu'il soit souvent conflit avec Veronica Mars, il a parfois recours à ses services pour régler quelques problèmes au lycée. Il devient principal à la suite du renvoi d'Alan Moorehead.
Il est le père de Vincent Clemmons.

### Vincent Clemmons
Vincent Clemmons est interprété par Adam Hendershott. Il apparaît dans 4 épisodes de la série.
Surnommé « Butters » (surnom qu'il déteste), Vincent est le fils du vice-principal Clemmons.

### Troy Vandegraff
Troy Vandegraff est interprété par Aaron Ashmore. Il apparaît dans 5 épisodes de la saison 1 et dans un 1 épisode de la saison 2.
Ami d'enfance de Duncan qui a une brève relation avec Veronica. Cette dernière s’aperçoit qu'il menait un trafic de stéroïdes depuis le Mexique.
Veronica le recroise par hasard lors de sa visite à Hearst College. Il est accusé du viol d'une élève. Veronica décide de l'aider malgré leurs différends passés.

## Personnages de l'université de Hearst

### Nish Sweeney
Nish Sweeney est interprétée par Chastity Dotson et apparaît dans la saison 3.
Nish est étudiante à Hearst et est la rédactrice en chef du Hearst Free Press. Elle fait également partit de l'association féministe de Hearst et veut à tout prix découvrir qui est le violeur en série. Veronica lui donnera la liste des membres de la fraternité "Le Château".

### Chip Diller
Chip Diller est interprété par David Tom. Il apparait dans 7 épisodes des saisons 2 et 3.
Il est le chef de la confrérie des Pi Sig. Veronica le suspecte d'être l'auteur des viols sur le campus.

### Max
Max est interprété par Adam Rose. Il apparait dans 6 épisodes de la saison 3 et un épisode de la saison 4.
Max est un étudiant « geek » de Hearst. Wallace Fennel a recours à ses services pour avoir les réponses d'un examen. Mais Wallace se fait prendre par son professeur. Max fait ensuite appel à Veronica pour retrouver une belle jeune femme avec laquelle il a discuté. Elle découvrira que c'était en fait une escort-girl, payée par des copains de Max. Au contact de Veronica, Max se rapproche de Mac, alors que cette dernière sort avec Bronson Pope. Mac quitte ensuite Bronson pour Max.
Veronica et Keith Mars le revoient quelques années plus tard, lors d'un conseil municipal de Neptune. Il possède un magasin sur la promenade de Neptune et s'inquiète de l'évolution de la criminalité qui fait baisser les affaires.

### Tim Foyle
Timothy « Tim » Foyle est interprété par James Jordan. Il apparait dans 6 épisodes de la saison 3 et dans un épisode de la saison 4.
Il est l'assistant de Hank Landry, le professeur de criminologie. Il est captivé par ce dernier. Du coup, comme Landry aime bien Veronica, il se chamaille souvent avec elle. Il accusera même Veronica d'avoir plagié l'un de ses devoirs sur Internet.
Lorsque Hank Landry est accusé du meurtre du doyen Cyrus O'Dell, Tim s'associe malgré tout à Veronica. Mais après une longue enquête, elle découvre que c'est en fait lui qui l'a tué. Tim est alors arrêté. Il voulait faire porter le chapeau à Landry, car il avait ruiné ses chances d'aller travailler à l'Université Pepperdine.
Une quinzaine d'années plus tard, il reçoit en prison la visite de Veronica, qui souhaite l'interroger à propos de l'affaire du poseur de bombes.

### Fern Delgado
Fern Delgado apparaît dans la saison 3 et est interprétée par Cher Ferreyra.
Fern est une étudiante rebelle à Hearst qui fait partie de l'association féministe d'Hearst. Elle veut arrêter le violeur en série et n'hésite pas à ramener les filles soûles dans leur dortoir. 

### Mercer Hayes
Mercer Hayes apparaît dans la saison 3 et est interprété par Ryan Devlin. Il revient dans un épisode de la saison 4.
Mercer est un étudiant qui tient une émission sur la radio de l'université Hearst, KRFF. Il devient l'ami de Logan et organise des soirées poker dans sa chambre. Mercer est le violeur en série de l'université. Mercer tentera de s'en prendre à Veronica lorsque celle-ci sauve une des victimes. Mercer se sauvera lorsque Parker entendra le bruit d'un sifflet que Veronica a utilisé pour prévenir qu'elle était en danger. Mercer et son complice Moe seront ensuite arrêtés par Keith.
Une quinzaine d'années plus tard, il reçoit en prison la visite de Veronica, qui souhaite l'interroger à propos de l'affaire du poseur de bombes.

### Hank Landry
Hank Landry est interprété par Patrick Fabian. Il apparait dans 8 épisodes de la saison 3.
Il est le professeur en criminologie de Veronica à l'Université. Il a une aventure avec la femme du doyen, Mindy. Hank Landry utilise ses charmes pour coucher avec des femmes mariées sans qu'il ait de remords. Hank sera accusé du meurtre du doyen O'Dell mais sera relâché après un faux témoignage d'une femme qui dit l'avoir vu. Hank retrouve alors Mindy, qu'il pense être la coupable, sur un bateau et après une dispute il la tue par accident. Hank est ensuite arrêté par Keith puis on apprendra que l'assassin du doyen est Tim l'assistant de Landry qui voulait le faire accuser pour se venger.

### Cyrus O'Dell
Cyrus O'Dell est interprété par Ed Begley Jr.. Il apparait dans 6 épisodes de la saison 3.
Il est le doyen de l'Université de Hearst. Il est marié à Mindy, qui est beaucoup plus jeune que lui. D'abord en opposition avec Veronica, le doyen aura ensuite souvent recours à ses services.

### Bronson Pope
Bronson Pope est interprété par Michael Mitchell. Il apparait dans 3 épisodes de la saison 3.
Bronson Pope milite pour la protection des animaux. Il rencontre Veronica et Mac quand celles-ci enquêtent sur la disparition d'un singe de laboratoire. Bronson participera ensuite à une chasse au trésor lors de la Saint-Valentin avec Mac, Parker et Logan et termineront troisième. Bronson sort un temps avec Mac mais elle le quittera lorsqu'elle éprouvera des sentiments très fort pour un étudiant appelé Max.

### Moe Slater
Moe Slater apparait dans la saison 3 et est interprété par Andrew McClain.
Moe est le responsable du dortoir de Wallace et Piz. Moe aidera Piz à retrouver sa guitare. Lors des viols en série qui sévissent à Hearst, Moe raccompagnera les filles soûles à leur dortoir. Moe n'est pas aussi innocent et serviable qu'il n'y parait et se révèle être le complice de Mercer le violeur en série. Moe sera ensuite arrêté avec son complice après avoir tenté de fuir.

## Personnages habitant à Neptune

### Inga Olofson
Inga Olofson est interprétée par Seraina Jacqueline et apparait dans la saison 1 et 2 pour 4 épisodes. 
Inga est la secrétaire au bureau du shérif. Elle aime beaucoup Keith qui n'est plus shérif. 

### Steve Botando
Steve Botando est interprété par Richard Grieco. Il apparait dans 3 épisodes de la saison 3.
C'est l'ex-mari de Mindy O'Dell, la veuve du doyen. C'est un acteur raté et un drogué. Il est tué par l'adjoint Sacks, après avoir frappé le shérif Lamb avec une batte de baseball.

### Stu Cobbler
Stu « Cobb » Cobbler est interprété par Martin Starr. Il apparait dans le film Veronica Mars.
C'est un ami de Gia. En enquêtant sur la mort de Carrie Bishop, Veronica découvre que Cobb fait chanter Gia et quelques autres à propos du meurtre du Susan Knight sur un bateau il y a quelques années.

### Cormac Fitzpatrick
Cormac Fitzpatrick est interprété par Jason Beghe. Il apparait dans 2 épisodes de la saison 3.
Il est le frère de Liam, membre de la mafia irlandaise de Neptune. Cormac sort de prison et est aidé par Keith Mars à rejoindre Kendall Casablancas, sa maitresse. Mais Cormac se retourne contre eux, tue Kendall et tire sur Keith. Keith parvient à s'échapper dans le désert. Cormac se blesse et se fait retrouver par son frère Liam, qu'il a trahi. Ce dernier le tue par balles.

### Liam Fitzpatrick
Liam Fitzpatrick est interprété par Rodney Rowland. Il apparait dans 7 épisodes des saisons 2 et 3.
Liam est un catholique-irlandais. Il est le chef de la mafia de la famille Fitzpatrick, spécialisée dans le trafic de drogue. Son frère est Cormac Fitzpatrick.
Liam s'associe un temps avec le détective privé Vinnie Van Lowe, qui brigue le poste de shérif. Liam menace Keith Mars de tuer Veronica si Vinnie ne gagne pas l'élection de shérif de Neptune.

### Woody Goodman
Woody Goodman est interprété par Steve Guttenberg. Il apparait dans 8 épisodes de la saison 2.
Il est le riche propriétaire de l'équipe de baseball des Sharks. Il est élu au poste de superviseur de Comté de Balboa, et ainsi maire de Neptune. Il demande à Keith Mars de devenir shérif mais il échoue face à Don Lamb. Il s'avère qu'il a abusé d'enfants qu'il entrainait jadis. Cassidy Casablancas se venge en faisant exploser son avion en plein vol.
Il est le père de Gia Goodman.

### Abel Koontz
Abel Koontz est interprété par Christian Clemenson. Il apparait dans 4 épisodes de la saison 1.
Ancien employé des Logiciels Kane, Abel Koontz est accusé du meurtre de Lilly, la fille de son ancien patron, Jake Kane. Des preuves accablantes de sa culpabilité sont trouvées sur son bateau. Koontz aurait commis ce meurtre pour se venger de Kane, qui a volé son idée de logiciel de streaming.
Veronica lui rend plusieurs fois visite en prison pour qu'il avoue qu'il s'est fait avoir et qu'il n'est pas le coupable. Elle découvrira finalement que Koontz est mourant et qu'il a accepté de porter le chapeau du meurtre de Lilly pour que sa fille, Amelia DeLongpre, touche une forte somme d'argent quand il mourra. Mais Veronica révèlera qui est le vrai coupable.
Abel réapparait quelque temps après pour demander de l'aide à Veronica. Mourant, il veut à tout prix qu'elle retrouve sa fille Amelia. Malheureusement, cette dernière s'est faite assassiner. Veronica ne le dit cependant pas à Abel, à qui il ne reste que quelques jours à vivre.

### Vinnie Van Lowe
Vincent « Vinnie » Van Lowe est interprété par Ken Marino. Il apparait dans 10 épisodes et dans le film.
Vinnie est un détective privé de Neptune, souvent en concurrence avec Keith Mars. Il s'oppose même à lui dans les élections pour devenir shérif de la ville.

### Clarence Wiedman
Clarence Wiedman est interprété par Christopher B. Duncan. Il apparait dans 9 épisodes et dans le film.
Il est le chef de la sécurité de l'entreprise de logiciels Kane. Il fait souvent le « sale boulot » de la famille Kane.

### Leo D'Amato
Leonardo « Leo » D'Amato est interprété par Max Greenfield. Il apparait dans 11 épisodes et dans le film et dans la saison 4. 
Leo est un jeune membre de la police de Neptune. Il a plusieurs fois à faire avec Veronica Mars qui l'utilise pour obtenir diverses informations. Ils sortent quelque temps ensemble mais Veronica le plaque pour Logan.
Leo recroise la route de Veronica lorsqu'il travaille pour Woody Goodman pour surveiller sa fille Gia. Il revient ensuite comme shérif-adjoint lorsque Keith Mars prend la suite de Don Lamb.
Dix ans plus tard, Veronica recroise Leo, qui travaille désormais pour le San Diego Police Department.

### Clifford "Clif" McCormack
Clifford "Clif" McCormack est interprété par Daran Norris. Il apparait dans 17 épisodes et dans le film.
Cliff McCormack est un ami de la famille Mars. Il est avocat à Neptune. Il collabore fréquemment avec Mars Investigations.

### Dan Lamb
Daniel « Dan » Lamb est interprété par Jerry O'Connell. Il apparait dans le film.
Dan est le frère de Don Lamb, ancien shérif de Neptune. Environ 10 ans après que Keith Mars se soit présenté aux élections, Dan est devenu shérif comme son frère. Son mandat est marqué par la corruption et le retour du crime dans la ville.

### Charlie Stone
Charlie Stone est interprété par Ryan Eggold. Il apparait dans le quatrième épisode de la saison 3.
Charlie est le frère de Logan Echolls qu'Aaron Echolls a eu avec une autre femme, qui travaillait comme hôtesse de l'air. Mais il s'avère après que ce Charlie Stone là n'est autre qu'un journaliste qui voulait faire un article sur Aaron Echolls et sa famille. Logan va faire ensuite une conférence de presse disant qu'il a véritablement un demi-frère appelée Charlie Stone, qui est enseignant dans le privé. On ne sait pas s'ils reprennent contact.

### Jerry Sacks
Jerry Sacks est interprété par Brandon Hillock. Il apparait dans 29 épisodes et dans le film.
Sacks est l'adjoint moustachu du shérif Don Lamb. Il n'est pas très malin et se laisse souvent abuser par Veronica Mars.
Il meurt en étant percuté par une voiture, alors qu'il était sur le point de révéler des informations capitales à Keith Mars.

### Mindy O'Dell
Mindy O'Dell est interprétée par Jaime Ray Newman. Elle apparait dans huit épisodes de la troisième saison.
Mindy s'est mariée à Steve Botando et a eu un garçon avec lui. Elle l'a quitté et s'est remariée avec un homme plus riche, Cyrus O'Dell, le doyen de la faculté de Hearst, qui est beaucoup plus âgé qu'elle. Elle le trompe régulièrement avec un professeur de Criminologie, Hank Landry. Un jour, Cyrus les surprend et se fait assassiner par Tim Foyle le soir même. À la suite du décès de son mari, elle incrimine Hank Landry et à la suite d'une dispute, elle sera retrouvée morte sur le bord de la plage.